# Tekeoğulları

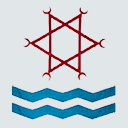
Flagge der Teke gemäß dem Katalanischen Weltatlas

Karte der anatolischen Beyliks

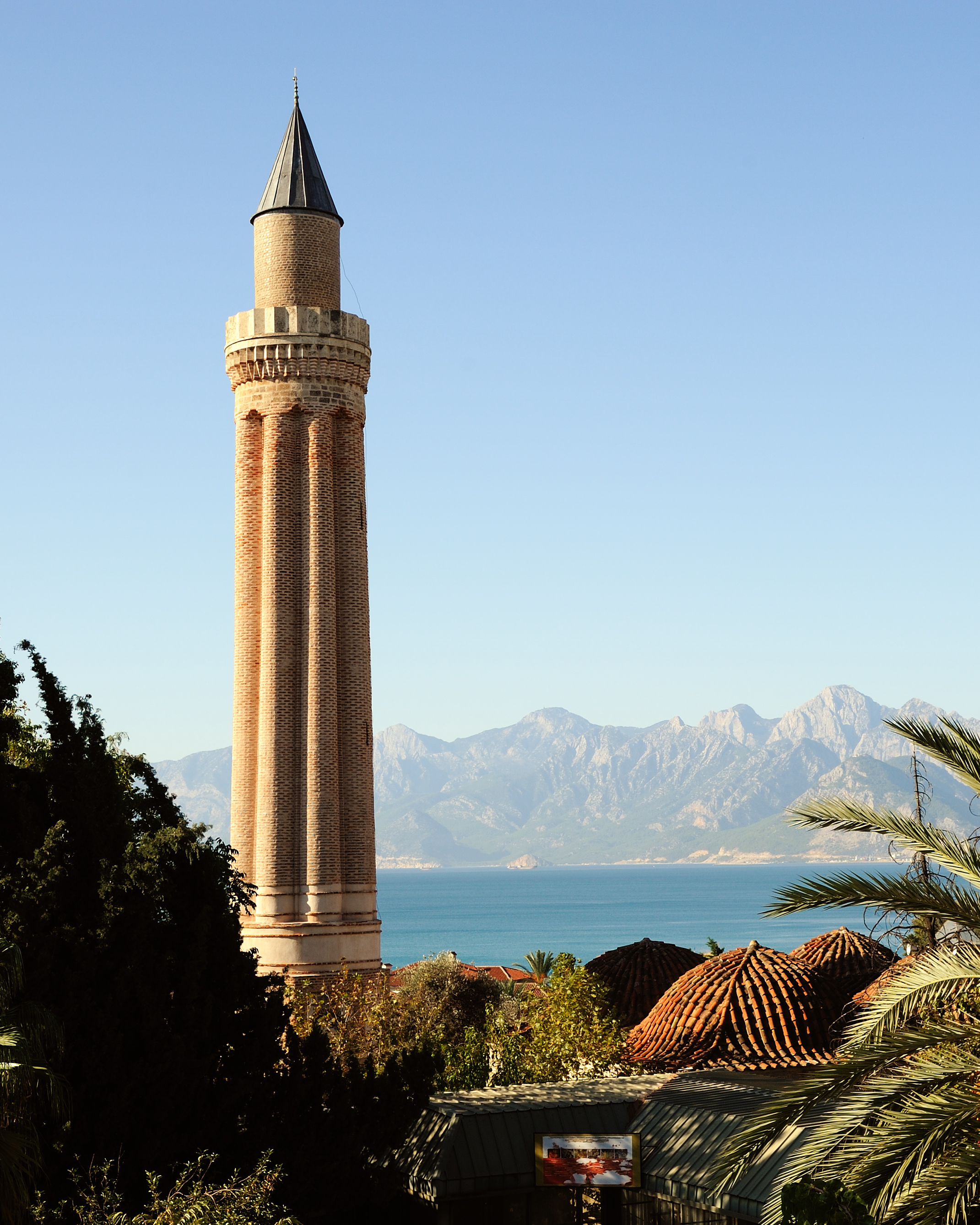
Yivli-Minare-Moschee in Antalya

Die Tekeoğulları waren ein anatolisches Beylik.
Die Dynastie ging aus einer Seitenlinie der Hamidoğulları hervor. Ab 1321 herrschten sie in Antalya. Sie hatten Auseinandersetzungen mit dem Königreich Zypern. Peter I. konnte 1361 sogar Antalya erobern. Erst 1373 wurde Antalya von den Tekkeoğulları unter Mübârizüddin Mehmed Bey zurückerobert. Nach der Rückeroberung wurde die Yivli-Minare-Moschee in Antalya errichtet.
1391 wurde das Beylik von Bayezid I. erobert. Nachdem dieser aber Timur Lenk unterlag, stellte Timur das Beylik wieder her. 1423 wurde das Beylik dann endgültig von den Osmanen erobert.